# 진규
진규(陳珪, ? ~ ?)는 중국 후한 말의 정치인이다. 자는 한유(漢瑜)이며 서주 하비국 회포현(淮浦縣) 사람이다. 태위 진구의 조카로, 서주 일대의 주요 호족으로서 여포의 지배 하에서도 조조에게 협력하였다.

## 행적
대대로 이천석을 배출한 명문가 출신으로, 효렴으로 극(劇) 땅의 현령을 지냈다가 사퇴하였다. 이후 무재로 다시 천거되어 제북상을 지냈다.
195년경, 양주(揚州)를 중심으로 세력을 다지며 장차 황제를 자칭할 마음을 품고 있던 원술은 진규를 자기 편으로 끌어들이기 위해 편지를 보내 회유했다. 진규와 원술은 한나라 고관의 자손이었고, 어린 시절부터 친한 사이였지만, 진규는 원술의 야망을 경계하고 있었으므로 헌제(獻帝)를 옹립한 조조(曹操)에게 순응하겠다고 대답하며 거절하였다. 또한, 원술이 서주(徐州)를 지배하고 있는 여포를 회유하였을 때도 이 일로 한왕실의 혼란이 더해질 것을 염려하여 둘을 이간하였다. 이에 격노한 원술이 장훈(張勳)을 대장군으로 하여 서주를 공격하자, 여포는 진규에게 “귀공 때문에 원술이 공격해왔소”라며 책망하였다. 그러나 진규는 이간계로 원술군을 혼란에 빠뜨려 물리쳤으며, 한편 아들 진등(陳登)을 사자로 수도 허(許)에 보내어 여포에게 좌장군(左將軍) 작위를 내리도록 하여 여포를 기쁘게 하고, 조조에게 여포를 토벌하도록 부추겼다.

## 《삼국지연의》에서의 진규
《삼국지연의》에서는 진규의 이러한 활약을 교활함과 엮어 부풀리고 있다. 단, 진규가 관심을 갖고 있던 사람이 조조가 아닌 유비(劉備)라는 점이 다르다.

## 진규의 친족관계
파일:진규.png

### 관련 인물
- 진등

## 같이 보기
- 삼국지 인물 목록

## 참조
1. ↑  《후한서(後漢書)》